# 土光敏夫
土光 敏夫（どこう としお、1896年〈明治29年〉9月15日 - 1988年〈昭和63年〉8月4日）は、昭和時代の日本のエンジニア、実業家。位階勲等は従二位勲一等（勲一等旭日桐花大綬章・勲一等旭日大綬章・勲一等瑞宝章）。岡山県名誉県民、岡山市名誉市民。
石川島重工業・石川島播磨重工業 社長、東芝社長・会長を歴任、日本経済団体連合会第4代会長に就任し、「ミスター合理化」として「土光臨調」と称されている第二次臨時行政調査会でも辣腕を振るった。他方、橘学苑の理事長、校長を創設者の母から引き継いだ。また、質素な暮らしぶりで「メザシの土光さん」としても親しまれた。次男の土光哲夫は東芝タンガロイの元役員。また「FES☆TIVE」のメンバー土光瑠璃子は曾孫にあたる。

## 経歴
1896年（明治29年）9月15日、岡山県御野郡大野村（現在の岡山市北区）に肥料仲買商の土光菊次郎・登美夫妻の次男として誕生した。母の登美は日蓮宗に深く帰依した女性で女子教育の必要性を感じ、1941年（昭和16年）にほとんど独力で横浜市鶴見区に橘学苑を開校した程の女傑であった。校訓を「正しきものは強くあれ」とし、土光は母の気性を強く受け継いだ。
土光は関西中学（現・関西高等学校）を卒業後、代用教員をしながら1浪して東京高等工業学校（現・東京工業大学）機械科に入学する。関西中学校の同期には飛行家の東善作、東京高等工業学校の同期生には茅誠司や武井武などがいた。
1920年（大正9年）に大学卒業後、東京石川島造船所に入社。1922年（大正11年）、タービン製造技術を学ぶためスイスに留学した。1936年（昭和11年）、芝浦製作所と共同出資による石川島芝浦タービンが設立されると技術部長として出向し、1946年（昭和21年）に社長に就任した。この頃その猛烈な働きぶりから「土光タービン」とあだ名された。
1950年（昭和25年）、経営の危機に本社に復帰し、社長に就任し再建に取り組む。土光は徹底した合理化で経営再建に成功する。1959年（昭和34年）、石川島ブラジル造船所（イシブラス）を設立。さらに1960年（昭和35年）、播磨造船所と合併し石川島播磨重工業に社名を変えた。この間、1954年（昭和29年）に造船疑獄に巻き込まれて逮捕・勾留されるも最終的に不起訴処分となる。
1965年（昭和40年）、やはり経営難に陥っていた東京芝浦電気（東芝）の再建を依頼され、土光は社長に就任する。ここでも辣腕を振るい、翌年の1966年（昭和41年）に再建に成功した。同年日本インダストリアル・エンジニアリング協会会長に就任。しかし土光のいわば「モーレツ経営」は東芝の体質を変えるまでには至らず、1972年（昭和47年）に会長に退いた。重電畑のエースだった佐波正一を若い頃より見込み、「役員は社員の倍は働きなさい」と訓示を残している。
1967年（昭和42年）蔵前工業会理事長に就任。1974年（昭和49年）、日本経済団体連合会（以下、経団連）第4代会長に就任する。以後、土光は2期6年にわたって財界総理として第一次石油ショック後の日本経済の安定化や企業の政治献金の改善などに尽力した。一方で日本経済の一層の自由化と国際化を図り、積極的に海外ミッションを組んで各国に渡航した。
1981年（昭和56年）には鈴木善幸首相、中曽根康弘行政管理庁長官に請われて第二次臨時行政調査会長に就任した。就任に当たっては、
1. 首相は臨調答申を必ず実行するとの決意に基づき行政改革を断行すること。
2. 増税によらない財政再建の実現（「増税なき再建」を鈴木に提案したのは、当時80代の土光であり、のちに首相として実行したのが中曽根である）。
3. 各地方自治体を含む中央・地方を通じての行革推進。
4. 3K（コメ、国鉄、健康保険）赤字の解消、特殊法人の整理・民営化、官業の民業圧迫排除など民間活力を最大限に生かすこと。

の4箇条の申し入れを行い、実現を条件とした。行政改革に執念を燃やして、2年後の1983年（昭和58年）に行財政改革答申をまとめ、「増税なき財政再建」「三公社（国鉄・専売公社・電電公社）民営化」などの路線を打ち出し、さらに1986年（昭和61年）までは臨時行政改革推進審議会の会長を務めて、行政改革の先頭に立った。謹厳実直な人柄と余人の追随を許さない抜群の行動力、そして質素な生活から、「ミスター合理化」「荒法師」「怒号敏夫」「行革の鬼」「メザシの土光さん」などの異名を奉られた。
1985年（昭和60年）に開催された国際科学技術博覧会（つくば万博）の主催団体である財団法人国際科学技術博覧会協会の会長を務めた。
1986年（昭和61年）11月に勲一等旭日桐花大綬章を受章、1988年（昭和63年）8月4日、老衰のため東京都品川区東大井の東芝中央病院で死去した。91歳没。法名は「安国院殿法覚顕正日敏大居士」。墓碑は神奈川県鎌倉市安国論寺（日蓮宗）。
土光の名を冠する弁論大会の土光杯全日本青年弁論大会・土光杯全日本学生弁論大会がフジサンケイグループ主催で毎年開かれている。

## 質素な生活
普段の生活ぶりは感服させられるほど非常に質素であり、決して蓄財家でもなく生活費以外の残りの多額の収入は全て橘学苑に寄付されていた。
行政改革を推進する宣伝として、『NHK特集 85歳の執念 行革の顔 土光敏夫』（1982年〈昭和57年〉7月23日）というテレビ番組が放送された。その内容は土光の行政改革に執念を燃やす姿と、生活の一部を見せたものであった。土光の普段の生活として、次のようなものが映し出された。
- 戦後1回も床屋へ行ったことがなく、自宅で息子にやってもらう。
- 穴とつぎはぎだらけの帽子。
- 戦前から50年以上使用しているブラシ。
- 妻に「汚いから捨てたらどう?」と言われた使い古しの歯磨き用コップ。
- 農作業用のズボンのベルト代わりに使えなくなったネクタイ。

とりわけインパクトが大きかったのは、妻と2人きりで摂る夕食の風景であった。メニューはメザシに菜っ葉・味噌汁と軟らかく炊いた玄米。これが「メザシの土光さん」のイメージを定着させた。
土光は経費節域のため、自家用車をやめバス通勤に切り替えていた。
朝鮮戦争後の造船不況の支援のため政府が業界に利子補給したことに関連してリベートが政界に贈賄されたとして、造船疑獄事件が起きた際に政官財で105人が逮捕されたが、石川島播磨の社長だった土光はその一人だった。土光の捜査を担当した検事によれば、1954年（昭和29年）4月12日、初聴取のため早朝に土光宅を訪ね、夫人に敏夫の所在を確認したところ、もう出社したという。こんな朝早くにといぶかしむと、「今出たところなのでバス停にいるはずです。呼んできましょうか？」と答えた。すぐさまバス停に向かうと果たして土光はバスを待っていた。この時に検事は土光の無罪を確信したと後に述べている。土光は午前6時半、家まで戻らされ、約1時間、東京地検の検事が家宅捜索した。
その後、土光は任意出頭を命じられたため、その日だけ特別に会社から自動車を呼び寄せ、検事と同乗。そのまま20日間勾留された。勾留期間の間、壁に向かって法華経を唱えていたという。結局、「関係なし」で釈放されたのだが、土光はこの事件を踏まえ、「人生には予期せぬ落とし穴がついて回る。公私を峻別して、つねに身ぎれいにし、しっかりした生き方をしておかねばならない」という教訓を得たと振り返っている。
土光の取り調べをした伊藤栄樹（のちの検事総長）は、「私は、東京地検特捜部の平検事を七年もやったから、その間に検事と被疑者として相対した政治家、役人、会社経営者は、相当な数にのぼる。拘置所の調べ室で、立ち会いの検察事務官一人のほかは、一対一で、検事は罪の清算を説得し、被疑者はこれに対応する。その間に、被疑者の全人格はもちろん、検事のそれも、互いに赤裸々にさらけ出される」「ほんとうの姿、を見ることができたが、感心させられた人が数人いる。それらの人と会うことができたのは、検事冥利につきると思っている。その筆頭が土光さん」「逮捕と同時に、土光さん宅の捜索に行った。特捜Gメンの一人が帰庁してすぐにいったものである。『いやあ、今日という日は、まいった。実に立派な人だ。 生活はまことに質素。大会社の社長なのに、朝早く、国電のつり革にぶらさがって通勤している』」「土光さんは不起訴になったが、事件後、私は、周囲の人びとに『財界の事情は知らないし、石川島の社長というのも十分に偉いのだろうが、あの人はもっと偉い人になるような気がする』といったものである」と、著書『秋霜烈日』で、土光について寄稿している。
経団連会長になってからも通勤にはバス・電車を利用していた。会長就任後、それまで会長出張の慣例だった「前泊し2泊3日の日程」を全て日帰り出張に変更、地方側からの接待を一切断った。後に、北海道や九州といった遠方への出張に対しては、同行する副会長陣からの苦情もあり、「宴会・接待なし」「自身はシングルルーム泊」という厳しい条件で1泊のみの出張に変更した。経団連会館のエレベーターも来客用の1基だけを稼動させ残りは停止。高齢ながらも自ら階段を利用して経費削減に努めた。また、夜の会合を廃止する代わりに朝食会を頻繁に開いたため、朝に弱い財界首脳は困り果てたという。

## 逸話

### 語録
「これからはシステムを使う時代になるから、専門知識に加えて、幅を広げ（他のチームと）関連する知識を学ぶ必要もあるだろう。（80年代の言葉）」
「（常に頭脳を鍛えることが条件だが）人間には150億の脳細胞がある。これを若いころから鍛える限り、コンピュータに負けるはずがないのだ。なぜなら、普通の人は5%以下の頭脳しか使っていないからだ。」
「分かっているのに実行しないならば、分かっていない事と同じだ。」
「これからは専門家に権威を与えて行く必要がある。（80年代の言葉）」
「テクノロジーの進化だけで、人の心の満足につながるのだろうか。（80年代の言葉）」
「最近は、近所同士でも、挨拶さえしない人間関係になってきた。これからの時代に大切なのは、人間関係ですよ。（80年代の助言） 」
「年寄りは、若者を邪魔しない仕事につくことがよいだろう。一方で、若者も年寄りに、よりそっていくことが大切だ。」
「これからは、日本的である一方で、さらにインターナショナルな感覚を持つ人が必要となるだろうね。（80年代の言葉）」
「人間には、人間にしかできない仕事を与えることが大切だ。」
「チャレンジ・レスポンス（ICT分野においても、「チャレンジ・レスポンス認証」というIT用語がある。）」

「知恵を出せ、それが出来ぬ者は汗をかけ、それが出来ぬ者は去れ!」

#### 土光の考え方や本人に対する評価
まず、元経団連会長の石坂泰三や元ブラジル大統領は、土光氏の社会貢献や実力を極めて高く評価した。また、土光敏夫に対する全体的な評価については、当時の大企業の創業者である、偉大な井深大、本田宗一郎などの大物をはじめ、政治家の田中角栄や中曽根元首相までが、土光敏夫を尊敬、または極めて高く評価したことは事実だ。実際に、数々の大物からリスペクトされた人物なのである。例えば、SONYの創業者の井深大氏は「最も尊敬する人は、無条件に土光さんと答えたい。土光さんの口からは、やれ石川島だのやれ東芝だのと、自分の利益に直接関係する話題が出たためしがない。」とまで語った。また、昭和天皇やエリザベス女王も、土光氏に会う機会を求めたことも事実であった。(最終的に土光氏の葬儀には、経団連、政府関係者、東芝、石播の関係者が大勢集まり、巨大な人の輪となった。これは、戦後最大の民間の葬儀とも伝えられている。)
土光が示した「知恵を出せ」は、企業の中枢部の社員に向けた発言だと考えられる。また、20世紀前半において高度な教育（当時の大学は、現在の博士課程のようなレベルに相当する）を受けたため、土光は「読書しろ」という言葉を省略して伝えたとも考えられる。実際、土光は午後6時から10時までの時間の使い方が大切で、たとえ、30分から1時間でもよいので、仕事の後に少しでも勉強をすることが重要であると伝えていた。よってこの言葉は「役員や幹部ならば、大量に本を読み、知恵を出せ、それが出来なければ汗を出せ、それが出来ぬなら去れ」という意味だと考えられる。
上記の発言は松下幸之助の批判を受けたが、松下は無学で出世した人物である。無学なら当然、工場で汗をかきまくり、現場で肉体的に労働するプロセスが教育となる。それぞれが受けた教育の違いによって、両者の意見が異なることは当然である 。また、社会全体の評価として、つくば万博 (1985年) の開催前に土光氏か松下氏のどちらを会長に決定すべきかの歴史的瞬間があったが、土光氏がその会長として選ばれた。大規模な組織をまとめる強力なリーダーシップが、土光氏の特徴であった。そして、つくば万博の組織においては、土光氏を先頭に、世界の本田宗一郎や井深大が協力していた。 
ところで、現代人の立場からすると、一見厳しい口調のように思えるが、実際のところ、土光は厳しい指導をおこなう一方で、社員を一人も解雇したことがない人物である。また、石川島播磨重工業に勤務していた頃は、「40年間無遅刻無欠勤」という記録を達成している。ちなみに当時は、一部の外資系企業を除けば、週6日勤務が常識のような時代だった。また中枢部の社員の給与を減らすことで、経験の浅い社員たちを守り育成した。土光が意識した言葉の一つに「率先垂範」というものがある。リーダーシップを取る立場の人物こそが、率先してよい言動・行動を、周囲に示す必要があるという意味である 。
さらに、土光は他人を批判するどころか、東芝の社長かつ経団連会長としての先輩にあたる石坂泰三を尊敬していた。本人が残した言葉の一つに、「僕はねぇ、あの野郎なんて思ったことはないよ。」があった 。

### 著書・自伝の執筆
著書や自伝を週刊誌に連載していたことがあるが、いずれも敏夫へのインタビューなどを元にゴーストライターが著したもので、本人が直接筆を取った事は1度もなく、よく「意図と違う事がかかれている」と嘆いていたと、居林次雄（当時の土光の秘書。弁護士、富山大学教授）が自著に記している。

### メザシの真相
「メザシの土光さん」のイメージを定着させた『NHK特集 85歳の執念 行革の顔 土光敏夫』における「妻との夕食風景」について、諸説入り乱れている。
2003年（平成15年）3月に「アーカイブス特選」として、この番組が再放送された際、ゲスト出演した瀬島龍三によれば、ある行革に関する集会の終了後、会場の出口で浅草六区の婦人会連が袋いっぱいのメザシを持って待ち構え、出てきた土光と瀬島に手渡したという。あまりの量で大変な重さだったと瀬島は述懐した。
早房長治の『朝日新聞』1995年（平成7年）2月3日号の「にゅうすらうんじ」において、実際は故郷の岡山県から送られて来た山海の珍味を使った直子夫人の手料理にもしばしば舌鼓を打っていたとし、「テレビなどの演出に乗ったのは、『質素なリーダー』のイメージを利用して、行革を成功させるためだったと思う」と、演出ではないかという指摘がなされている。
土光が経団連会長を担当した頃に、その秘書を務めた居林次雄は、2011年（平成23年）に開催された土光敏夫記念講演会で講演し、以下のように真相を語っている。あるとき、100人以上の社長が出席する経団連の昼食会において、土光が「君達はハマチの刺身ばかりを食べているだろうが、イワシを10与えて、やっとハマチが1採れる。イワシをもっと食え」と言及した。それを聞いた農林水産省の官僚がメザシを買って持って来て、そこに日本放送協会の取材とかち合った。
しかし土光は、18時以降と土曜日・日曜日の取材は受け付けない。「私邸の夕食に取材は入れられない」と拒否する土光に対し、居林は「会長、なぜ政治家や役人が行革に応じないか分かりますか？財界人が毎晩、料亭で豪華な食事をしているのに、役人と政治家だけが質素な生活をさせられるのは、おかしいと思っているのですよ。一度、会長の質素な私生活を見せて頂けると効果がある筈です」と説得して、あのテレビ放映になったのだという。

### エアコン他
元朝日新聞記者の志村嘉一郎によると、土光宅には暖房も冷房もなかった。夜回りに行って、本が散らばった書斎に通されても真冬でも暖房がなく、空気が悪いから少し窓を開けて新鮮な空気を入れ換えるかと言って窓を開け、冷たい空気が入ってきて思わず身震いすることになるが、土光にとっては客人に良い空気を吸わせようとする心遣いだったという。経団連会長に就任してから、土光宅を夜回りする新聞記者が増えたため、当時の東芝副社長の岩田弐夫（のちの社長）が「東芝はエアコンを売っているのだから、その会長宅に我々の製品がないのはおかしい」と考え、それを無理やり設置した。しかし、土光は「冷暖房は、無理に押し付けられたのだ。もっぱら来客用で、一人のときは使わない」と、涼しい顔をして、さらに「暑いからクーラー、寒いからヒーターなんていうのは体に良くない。東芝社長時代だって僕の部屋にだけはクーラーのスイッチを入れなかった。暑い時は暑さにまかせて、汗が出ればタオルで拭けばいいのだ。家の中と外とで温度差が大きいと、かえって風邪を引きやすい。その点、わが家は実に健康的で、僕はカゼをほとんど引かない」と強調していたという。
土光氏の自宅からは、日本語以外に英語およびドイツ語の洋書や、古い辞書も大量に確認されている。また、自宅で夕食が終わるとすぐに書斎にこもり本を読んでいたため、家では無口だった。帰宅して食事をとり、その後に読書をおこなう習慣は終生続いた。80歳を過ぎても書物と向き合い続けたため、政財界においても屈指の読書家だったようだ。
家にはソーラーシステムを設置しようとしたが、当時も家は古く、屋根に置くと、潰れると言われ、わざわざ土台を作って設置した。
自宅には自給自足のための畑も設けていた。
長男の陽一郎(1926年生)によると元日も出勤していた。

## 書籍
自著
- 『80年代の課題』内外情勢調査会〈講演シリーズ〈389〉〉、1980年。
- 加藤寛、細川隆元との共著 編『土光さん、やろう - 行革は日本を救う』山手書房、1982年7月。
- 『私の履歴書』日本経済新聞社、1983年。
  - 『土光敏夫　私の履歴書』日本図書センター「人間の記録」、2012年。
- 『土光敏夫 - 日本への直言』東京新聞出版局、1984年9月。
- 『日々に新た - わが心を語る』東洋経済新報社、1984年。
- 上之郷利昭 編『土光敏夫は語る - リーダーよ、自ら火の粉をかぶれ』講談社、1985年。ISBN 978-4062018906。
- 『土光敏夫 - 信念の言葉』PHP研究所〈PHPビジネスライブラリー〉、1986年。
  - 『土光敏夫 - 信念の言葉』PHP文庫、1989年。
- 『土光敏夫 経営の行動指針』産業能率大学出版部、1987年。
- 『日々に新た - わが人生を語る』PHP研究所〈PHP文庫〉、1995年5月。ISBN 978-4569567624。
- 本郷孝信 編『土光敏夫 経営の行動指針（新訂版）』産業能率大学出版部、1996年3月。ISBN 978-4382053373。
- 『土光敏夫 信念の言葉（新装版）』PHP研究所、2009年9月。ISBN 978-4569771762。
- 論文：国立情報学研究所収録論文 国立情報学研究所

土光敏男を取り上げた評伝ほか
- 志村嘉一郎 『土光敏夫　21世紀への遺産』 文藝春秋、1988年／文春文庫、1991年
- 宮野澄『土光敏夫　次世代へ申し送りたく候』 PHP研究所、1993年／ 『土光敏夫　質素の哲学』PHP文庫、1997年
- 『昭和人間記録 土光敏夫大事典　永久保存版』産業労働出版協会編・刊、1989年4月。ISBN 978-4879132444。
- 猪木正実『土光敏夫の世界 “メザシの土光さん”再び』日本文教出版〈岡山文庫〉、2009年3月。ISBN 978-4821252589。
- 出町譲『清貧と復興　土光敏夫100の言葉』文藝春秋、2011年8月。ISBN 978-4163744506。文春文庫、2014年2月
- 上竹瑞夫『土光敏夫―無私の人』学陽書房〈人物文庫〉、2011年11月。ISBN 978-4313752733。
- 山岡淳一郎『気骨　経営者 土光敏夫の闘い』平凡社、2013年6月。ISBN 978-4582824667。
- 出町譲『母の力 土光敏夫をつくった100の言葉』文藝春秋、2013年7月。ISBN 978-4163765808。